# Пињоне
Пињоне (итал. Pignone) је насеље у Италији у округу Ла Специја, региону Лигурија.
Према процени из 2011. у насељу је живело 328 становника. Насеље се налази на надморској висини од 180 м.

## Становништво
Према резултатима пописа становништва 2011. у општини је живело 599 становника.
| 1931. | 1936. | 1951. | 1961. | 1971. | 1981. | 1991. | 2001. | 2011. |
| ----- | ----- | ----- | ----- | ----- | ----- | ----- | ----- | ----- |
| 1.024 | 1.081 | 987   | 879   | 798   | 728   | 714   | 650   | 599   |